# シムテック・S941
シムテック・S941は、ニック・ワースが設計したF1マシンで、1994年シーズンにシムテックが使用した。

## 概要
1994年に新規参戦したシムテックが最初に使用したマシンで、チーム代表でシャーシ・デザイナーでもあるニック・ワースが製作した。
エアロダイナミシストであるワースは空力面で独自のデザインを採用した。フロントサスペンションはロワウィッシュボーンのマウント位置をホイールセンターの高さまで持ち上げ、タイロッドをそれと水平に配置した。ノーズは先端部分のみが垂れ下がるスラントノーズを採用した。
エンジンはフォードHBのシリーズ6（カスタマー仕様）を搭載し、タイヤはグッドイヤーを装着した。

## 1994年シーズン
過去にブラバムチームで代表を務めたジャック・ブラバムが共同経営者として参加し、ジャックの次男デビッド・ブラバムをチームのエースドライバー、全日本F3000選手権等日本のレースで活躍したローランド・ラッツェンバーガーをセカンドドライバーとして起用した。
しかし、ラッツェンバーガーは第3戦サンマリノGP予選中で事故死、第5戦スペインGPからラッツェンバーガーの後任として起用されたアンドレア・モンテルミニも予選で両足を複雑骨折するなどアクシデントが続いた。さらに、新チームにまとわりつく資金難の影響で彼らの後任はジャン＝マルク・グーノン、ドメニコ・スキャッタレーラ、井上隆智穂と交代が相次いだ。
予選では常に後方集団に埋もれながらも、決勝では安定した走りを見せ、ブラバム、ラッツェンバーガー、グーノン、スキャッタレーラのドライビングで計12回完走を記録した。レース誌にジャーナリストとして寄稿していた津川哲夫はS941を「資金も充実していない1年生チームとしてはマシンの耐久性もあり、フロントサスのロアウィッシュボーンがアップライトアクスルの高さにマウントされ整流効果を狙っている点など、他チームにない新しいトライがあり、よく戦った」と評価を記している。日本グランプリで乗った井上も「いまから思えば、1994年のシムテックにしろ1995年のフットワークにしろ、けっこう良いクルマだったと思いますよ。ただ、エンジンだけがショボかった。当時、僕はエンジンやギヤボックスに寿命、マイレージの制限があるなんて知らなかった。当時のF1マシンは壊れるのが普通でした」とマシンの素性の良さには高く評価していた。

## スペック

### シャーシ
- シャーシ名：S941
- ホイールベース：2,880mm
- トレッド
  - 前：1,700mm
  - 後：1,600mm
- タイヤ：グッドイヤー

### エンジン
- エンジン名：フォードHB
- 気筒数・角度：V型8気筒・75度
- 排気量：3,500cc
- 燃料：エルフ
- 潤滑油：エルフ

## 記録
| 年   | No. | ドライバー                      | 1   | 2   | 3   | 4   | 5   | 6   | 7   | 8   | 9   | 10  | 11  | 12  | 13  | 14  | 15  | 16  | ポイント | ランキング |
| 年   | No. | ドライバー                      | BRA | PAC | SMR | MON | ESP | CAN | FRA | GBR | GER | HUN | BEL | ITA | POR | EUR | JPN | AUS | ポイント | ランキング |
| ---- | --- | ------------------------------- | --- | --- | --- | --- | --- | --- | --- | --- | --- | --- | --- | --- | --- | --- | --- | --- | -------- | ---------- |
| 1994 | 31  | デビッド・ブラバム              | 12  | Ret | Ret | Ret | 10  | 14  | Ret | 15  | Ret | 11  | Ret | Ret | Ret | Ret | 12  | Ret | 0        | -          |
| 1994 | 32  | ローランド・ラッツェンバーガー† | DNQ | 11  | DNS |     |     |     |     |     |     |     |     |     |     |     |     |     | 0        | -          |
| 1994 | 32  | アンドレア・モンテルミーニ      |     |     |     |     | DNQ |     |     |     |     |     |     |     |     |     |     |     | 0        | -          |
| 1994 | 32  | ジャン＝マルク・グーノン        |     |     |     |     |     |     | 9   | 16  | Ret | Ret | 11  | Ret | 15  |     |     |     | 0        | -          |
| 1994 | 32  | ドメニコ・スキャッタレーラ      |     |     |     |     |     |     |     |     |     |     |     |     |     | 19  |     | Ret | 0        | -          |
| 1994 | 32  | 井上隆智穂                      |     |     |     |     |     |     |     |     |     |     |     |     |     |     | Ret |     | 0        | -          |